# Хеков макаки
Хеков макаки (Macaca hecki) је врста примата из породице мајмуна Старог света (Cercopithecidae). 

## Распрострањење
Индонежанско острво Сулавеси, то јест његов северозападни део, једино је познато природно станиште врсте.

## Станиште
Станиште Хековог макакија су шуме.

## Угроженост
Ова врста се сматра рањивом у погледу угрожености врсте од изумирања.

### Популациони тренд
Популација ове врсте се смањује, судећи по расположивим подацима.